# Castel Gresta
Castel Gresta è un castello medievale ormai in rovina che si trova nel comune di Mori in provincia di Trento.

## Storia
I primi documenti che lo riguardo risalgono al 1225, quando il principe vescovo di Trento Gerardo concesse ad Aldrighetto e Giordano, signori di Gadrumo, il permesso di costruire un castello presso il dosso di Gresta, vicino al villaggio di Pannone. Dopo la sua costruzione il maniero diede il nome alla piccola valle che dominava, da allora chiamata appunto val di Gresta.
Nel 1324 il feudo passò in mano ai Castelbarco, dando origine ad un ramo specifico della potente famiglia. La loro spregiudicata politica espansionistica li portò dapprima ad essere alleati di Venezia, ma in seguito, nel 1497, a diventare feudatari degli Asburgo. Nel 1508 la Serenissima attaccò e conquistò il castello, ma l'anno successivo dovette cederlo di nuovo a Massimiliano I d'Asburgo.
Nel 1703, durante l'invasione del Trentino nell'ambito della guerra di successione spagnola, il castello fu distrutto dalle truppe del generale francese Vendôme e mai più ricostruito, anche perché qualche anno prima i Castelbarco si erano trasferiti nel più comodo e lussuoso palazzo di Loppio.
Oggi le rovine del castello sono raggiungibili con un sentiero dalla frazione di Pannone.